# اندیس کوه پنج ۴
کوه پنج ۴ یک اندیس فلزی است که در حوالی شهر پاریز استان کرمان قرار دارد و مادهٔ معدنی موجود در آن، مس است.سنگ میزبان این اندیس آندزیت ، آذر آواری است  در این اندیس، پاراژنز‌های پیریت ، مالاکیت، کوولیت ، کالکوسیت یافت می‌شوند.